# 箪笥 (映画)
『箪笥』（たんす、原題：장화, 홍련（薔花, 紅蓮））は、2003年の韓国映画。韓国の古典怪談である『薔花紅蓮伝』の6度目の映画化。
田舎の家に帰ってきた姉妹と継母との確執、崩壊していく家族を描いたホラーサスペンス映画。

## 概要
原作では「仲の良い村長の姉妹が継母の計略で自殺に追い込まれ、幽霊となって家族に復讐する」という内容だが、本作では大まかな設定を除いてストーリーが別物となっている。

## あらすじ
ソウル郊外にある古風な一軒家の前で一台のタクシーが止まった。タクシーから降り立ったのは美しい容姿をしたスミとスヨンの姉妹。二人は幼い頃に母を亡くしており、父が別の女性と再婚したとの報せを聞き、父に招かれてこの家にやって来たのだ。そこへ美しくまだ歳も若い継母のウンジュが笑顔で出迎えてきた。しかしその笑顔の裏にはどこか冷たいものが感じ取られた。姉のスミは酷薄そうな雰囲気を持つウンジュを毛嫌いし、病弱で大人しい妹のスヨンはウンジュを怖がるようになった。一家が暮らし始めたその日から、家の中では奇怪な現象が立て続けに起こるようになる。姉妹を襲う悪夢、二人の前に現れた母の亡霊、そしてウンジュの視界に映る不気味な影…。多発する奇怪な現象に対する不安と今までの不協和もあって継母と姉妹の間の亀裂は更に深まっていく。そして遂に張り詰めていた緊張の糸が切れ、ある事件が起こってしまう。言うことを聞かないスヨンにウンジュが激昂し、彼女を部屋の箪笥の中へ閉じ込めてしまったのだ。事態を知ったスミは父に助けを求めるが、「好い加減にしろ！」と相手にしてもらえなかった。そして家に巣食った恐怖が臨界点を超えた時、スヨンの箪笥に封印されたある"秘密"が明らかになろうとしていた…。

## キャスト
| 役名           | 俳優           | 日本語吹替                          |
| -------------- | -------------- | ----------------------------------- |
| スミ           | イム・スジョン | 佐古真弓                            |
| スヨン         | ムン・グニョン | 小笠原亜里沙                        |
| ウンジュ       | ヨム・ジョンア | 千島楊子                            |
| ムヒョン       | キム・ガプス   | 仲野裕                              |
| その他         | N/A            | 高瀬右光 後藤哲夫 園田恵子 風間秀郎 |
|                | N/A            |                                     |
| プロデューサー | N/A            | 武藤政夫 吉野秀宏                   |
| 演出           | N/A            | 高橋剛                              |
| 翻訳           | N/A            | 中村久世                            |
| 録音・調整     | N/A            | 新井保雄                            |
| 制作担当       | N/A            | 米屋林太郎                          |
| 日本語版制作   | N/A            | HALF H・P STUDIO                    |

## リメイク
ハリウッドのドリームワークスがリメイク権を獲得し、2009年に『ゲスト』という題名で公開。日本では劇場公開されず、2010年1月にDVDが発売。